# Champcervon

Champcervon este o comună în departamentul Manche, Franța. În 2013 avea o populație de 215 de locuitori.